# Migmathelphusa
Migmathelphusa is een geslacht van kreeftachtigen uit de klasse van de Malacostraca (hogere kreeftachtigen).

## Soort
- Migmathelphusa olivacea O. K. S. Chia & Ng, 2006